# Pierre Goursat
Pierre Goursat (* 15. August 1914 in Paris, Frankreich; † 25. März 1991 in Neuilly-sur-Seine, Frankreich) war der Gründer der katholischen Gemeinschaft Emmanuel.

## Leben
Pierre Goursat wurde 1914 in Paris geboren und am 6. September in der Kirche Saint-Philippe-du-Roule getauft. Er hatte einen elf Monate jüngeren Bruder. Noch während seiner Kindheit verließ der Vater, ein Künstler, die Familie. Seine Mutter betrieb in Paris eine Pension. Als Pierre Goursat elf Jahre alt war, starb innerhalb weniger Tage sein Bruder an einer Krankheit, was für den jungen Pierre eine schwierige Erfahrung war. Nach dem Abitur studierte er unter anderem Kunstgeschichte und Archäologie. Er wollte zunächst Konservator am Musée des Antiquités Nationales de Saint-Germain-en-Laye werden, entschied sich dann jedoch für die Arbeitswelt der Medien. Von 1941 bis 1950 kümmerte er sich nach dem Tod der Mutter um die Pension, die er 1950 schließlich verkaufte. Er vertiefte sich erneut in den Bereich der Medien mit dem Schwerpunkt Kinokritik und hatte auf diese Weise Kontakt zu zahlreichen Intellektuellen und Künstlern, die vielfach keine Christen waren. Von 1960 bis 1979 war er Generalsekretär des Katholischen Filmbüros. In der ganzen Zeit hatte er immer wieder mit seiner schwachen Gesundheit zu kämpfen. Anfang der 70er Jahre kaufte er ein Hausboot, das zu einem Treffpunkt für Jugendliche wurde.
1972 gründete er zusammen mit Martine Catta einen Gebetskreis, aus dem die Gemeinschaft Emmanuel entstand, die er bis 1985 als Moderator leitete. Er gründete unter dem Titel „Il est vivant“ eine kirchliche Zeitschrift, die bis heute im französischsprachigen Raum verbreitet ist.
Seine letzten Lebensjahre verbrachte Pierre Goursat sehr zurückgezogen. Er nahm im Rahmen seiner Möglichkeiten regen Anteil an den Geschehnissen der Gemeinschaft Emmanuel, überließ aber die Leitung seinem Nachfolger. Am 25. März 1991 starb er auf der sogenannten Péniche, einem Hausboot auf der Seine, das damals die Zentrale der Gemeinschaft Emmanuel beherbergte. An der Trauerfeier nahmen vier Bischöfe teil. Die Menge der Trauernden überraschte sogar die eigene Verwandtschaft.  Pierre Goursat wurde in Paray-le-Monial, dem geistlichen Zentrum der Gemeinschaft Emmanuel, begraben.

## Geistlicher Weg
Als Pierre Goursat 1933 mit 19 Jahren wegen Tuberkulose behandelt wurde, kam es zu einer intensiven Erfahrung der eigenen Begrenztheit, die er als Bekehrungserlebnis bezeichnete. Ein in dieser Situation gesprochenes Gebet, in dem er Gott auf besondere Weise zu begegnen glaubte, war für ihn der Beginn eines vertieften Glaubensweges. Er lernte 1943 Kardinal Suhard, den Erzbischof von Paris, kennen, der ihn auf seinem Weg begleitete. Unter anderem durch die Hilfe Kardinal Suhards erkannte er seine Berufung darin, als im Zölibat lebender Laie sich der eucharistischen Anbetung und der Evangelisation zu widmen, was in der damaligen Zeit in der Kirche Frankreichs äußerst außergewöhnlich war. Bewusst engagierte er sich daher im christlichen Medienbereich, weil er dies mit der Evangelisierung verbinden konnte. 1940 war er als erster Mann der Legio Mariae in Frankreich beigetreten. Durch Père Henri Caffarel lernte er die Christliche Arbeiterjugend in Frankreich und ihren Einsatz für die Glaubensweitergabe kennen. Die Kreuzdarstellung dieser Organisation sprach ihn so stark an, dass er bis zum Lebensende vor diesem Kreuz besonders gern betete. Es ist heute auf seiner Grabplatte zu sehen.
Pierre Goursat liebte die Kirche und suchte nach Wegen, ihr angesichts der Krise, die er in Frankreich wahrnahm, zu dienen. Er pflegte Kontakt zu verschiedenen Menschen, die für die Kirche in Frankreich prägend waren, darunter Père Caffarel, Kardinal Suhard und Marthe Robin. Aus der katholischen Spiritualität waren für ihn verschiedene Heilige prägend: Thérèse von Lisieux, Augustinus, Bonaventura, Marie de l’Incarnation, Franz von Sales, Vinzenz von Paul, Louis-Marie Grignion de Montfort, Dominikus, Don Bosco und die Muttergottes Maria. Seine zeitlebens schwache Gesundheit vertiefte seine Beziehung mit Christus. Er suchte die Stille und die eucharistische Anbetung und hatte ein großes Herz und ein offenes Ohr für die Armen und an den Rand Gedrängten.

## Gründung der Gemeinschaft Emmanuel
1972 lud Père Caffarel in Troussures zu einem Wochenende ein. Ein französisches Ehepaar berichtete vor 40 Leuten über ihre Erfahrungen mit der katholischen charismatischen Erneuerung in den USA. Unter den Zuhörern befanden sich auch Pierre Goursat und Martine Laffitte, eine junge Medizinstudentin (jetzt verheiratet als Martine Catta). Während eines Gebets um die Ausgießung des Heiligen Geistes machte Pierre Goursat die Erfahrung der geschwisterlichen Liebe, die ihn fortan mit Martine verband. Nach diesem Erlebnis luden die beiden Bekannte zu Gebetsabenden ein. Beim ersten dieser Treffen waren sie zu fünft, ein Jahr später waren sie 500 Teilnehmer. Sie teilten sich in verschiedene Gruppen in Paris auf, aus denen sich nach und nach die internationale Gemeinschaft Emmanuel entwickelte. Bestärkt durch Martine Laffitte und Pater Monléon OP, der die junge Gemeinschaft begleitete, übernahm Pierre Goursat 1973 die Leitung von Emmanuel. 1985 gab er die Verantwortung aus gesundheitlichen Gründen ab.

## Seligsprechungsprozess
2007 schlug der Rat der Gemeinschaft Emmanuel dem Erzbischof von Paris vor, ein Seligsprechungsverfahren einzuleiten. Nach der Bestätigung durch den Vatikan wurde mit dem Einverständnis des Pariser Erzbischofs André Kardinal Vingt-Trois im Januar 2010 das Verfahren offiziell in der Kirche Sainte Trinité durch Weihbischof Éric de Moulins-Beaufort eröffnet. Am 19. Dezember 2015 wurde der diözesane Phase abgeschlossen. Rund 10.000 Seiten wurden Rom übergeben. Die Kongregation für Heiligsprechungen hat am 2. Juni 2017 die eingereichten Dokumente bestätigt. Postulator des Seligsprechungsverfahrens ist Francis Kohn. Im Februar 2021 wurde die Positio abgeschlossen, d. h. das Dossier über Leben und Wirken Pierre Goursats mit Zeugnissen über seinen heroischen Tugendgrad und seinen Ruf zur Heiligkeit, auf dessen Grundlage die dafür zuständigen Theologenkonsultoren ihre Voten abgeben werden.